# Sarsiella tubipora
Sarsiella tubipora är en kräftdjursart. Sarsiella tubipora ingår i släktet Sarsiella och familjen Sarsiellidae. Inga underarter finns listade i Catalogue of Life.